# Godartiana
Genre
Godartiana est un genre de papillons de la famille des Nymphalidae et de la sous-famille des Satyrinae.

## Dénomination
Le nom de Godartiana leur a été donné par Walter Forster en 1964.

## Liste des espèces
- Godartiana byses (Godart, [1824]) ; présent au Brésil.
- Godartiana muscosa (Butler, 1870) ; présent au Paraguay et au Brésil.

### Source
- funet